# 倫敦圖書館
倫敦圖書館（英語：London Library）是英國倫敦的一座圖書館，也是世界規模最大的圖書館之一。2021年時，倫敦圖書館有約7,000名會員。

## 历史
創建於1841年。倫敦圖書館自1845年以來就位於西敏市圣詹姆斯聖詹姆士廣場。

## 外部連結
- Official website（页面存档备份，存于）
- . BBC Radio 4: Today. 29 June 2010  [13 January 2013]. （原始内容存档于2020-06-10）.

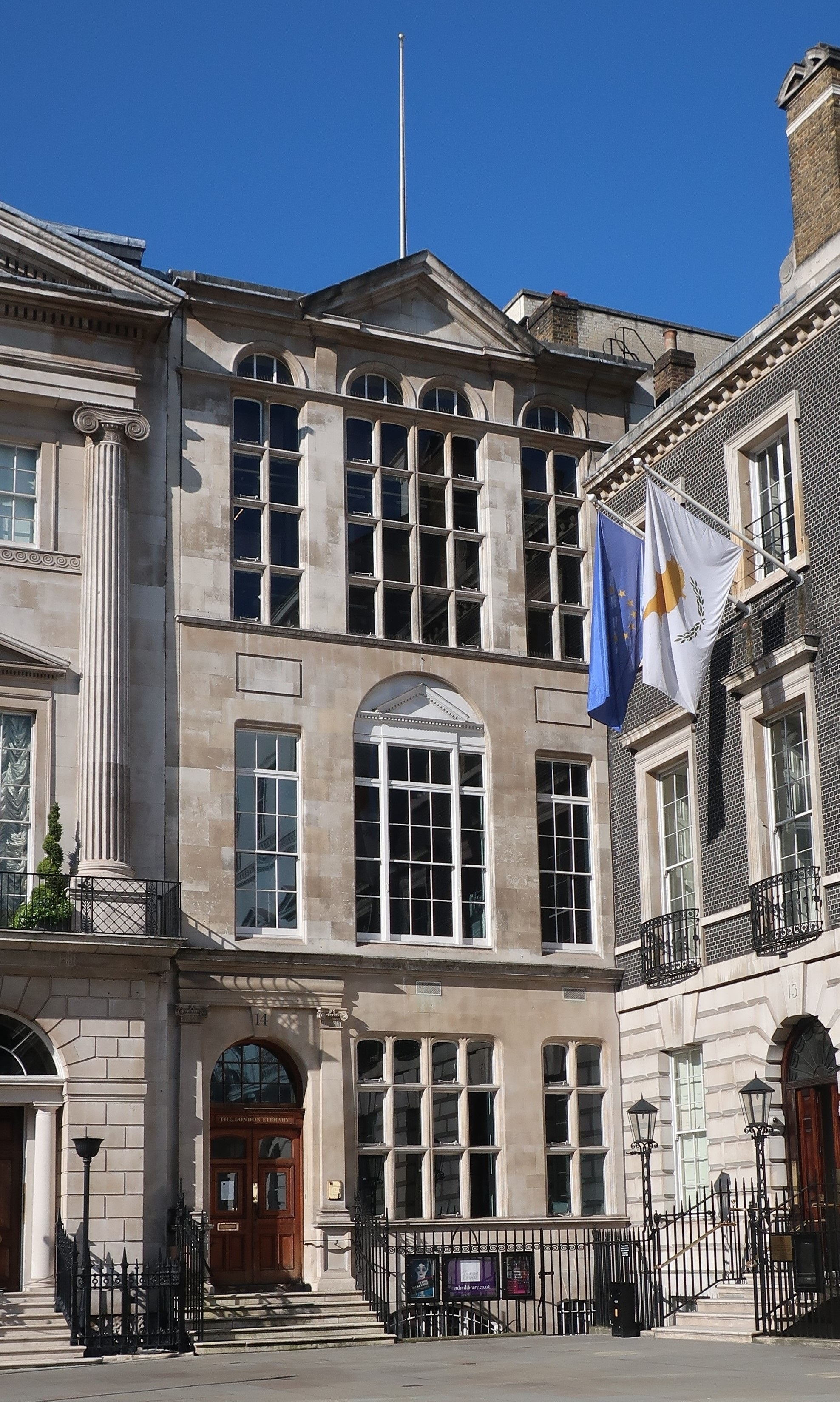
倫敦圖書館

- Stephen Fry on the London Library  （页面存档备份，存于）

51°30′25″N 0°08′13″W / 51.507°N 0.137°W